# Centrale der Steenbewerkers van België
De Centrale der Steenbewerkers van België (Frans: Centrale des Ouvriers de la Pierre de Belgique) was een Belgische vakcentrale die aangesloten was bij de ABVV.

## Historiek
De voorlopers van dit vakcentrale waren de steenhouwerssyndicaten van Brussel en Gent en die van de steengroeve-arbeiders te Basècles die in 1872 door middel van staking de afschaffing van de 'bestraffing van de vrijwillige afwezigheden' bekwamen.
In 1889 vond de stichting van het Nationaal Verbond der Steen- en Plaasterbewerkers (Frans: Fédération Nationale des travailleurs de la pierre et du plâtre) plaats. De eerste secretaris was Rondas. Naast steenbewerkers traden ook steenkappers, marmerbewerkers en lijstenmakers toe. Kort na de stichting traden onder meer de metsersvakbonden van Ransbeke, Genval en Namen toe, alsook het syndicaat van de kasseileggers van Waterloo. Vanaf 1893 werd het ledenblad Le Carrier uitgegeven en telde omstreeks deze periode 5.200 leden in 1903. Op 31 december 1908 werd deze federatie omgevormd tot de Centrale der Steenbewerkers van België. Bestendig secretaris werd Léon Denis, die wegens ziekte echter al spoedig werd opgevolgd door Ernest Martel. Omstreeks 1913 telde deze vakcentrale 13.920 leden, een jaar later werd de achturendag gerealiseerd in de sector. In 1932 werd Hubert Lapaille bestendig secretaris. Nadat de vakcentrale de UHGA had afgewezen werd ze op 12 juni 1941 ontbonden.
Na de Tweede Wereldoorlog werd de centrale heropgericht en uitgesplitst in een Vlaamse, Waalse en Brusselse centrale. Ondanks de fusie tussen onder meer het BVV en BVES op interprofessioneel niveau fuseerde de CSB niet met haar communistische tegenhanger en bleven ze geduchte concurrenten. In deze periode telde de organisatie 4.100 leden, het eenheidssyndicaat telde er 5.500. In 1953 werd Jules Taminaux bestendig secretaris in opvolging van Lapaille. Op 1 januari 1965 fuseerde de CSB met de Algemene Centrale (AC).

## Structuur

### Bestuur
| Periode  | Voorzitter      |
| -------- | --------------- |
| ...      |                 |
| ca. 1930 | Ernest Adam     |
| ...      |                 |
| 1962 - ? | Hubert Lapaille |

| Periode     | (nationaal) secretaris |
| ----------- | ---------------------- |
| 1889 - 1893 | Rondas                 |
| 1893 - 1909 | Pierre Lalemand        |
| 1909 - 1912 | Léon Denis             |
| 1913 - 1929 | Ernest Martel          |
| 1932 - 1953 | Hubert Lapaille        |
| 1953 - 1965 | Jules Taminiaux        |

### Organisatie
| Jaar | Ledenaantal |
| ---- | ----------- |
| 1903 | 5.200       |
| 1909 | 6.435       |
| 1919 | 19.996      |
| 1922 | 25.050      |

| Jaar | Ledenaantal |
| ---- | ----------- |
| 1930 | 20.639      |
| 1935 | 23.113      |
| 1937 | 20.830      |
| 1945 | 8.920       |

| Jaar | Ledenaantal |
| ---- | ----------- |
| 1953 | 12.862      |
| 1960 | 8.605       |
| 1962 | 8.358       |
| 1964 | 7.732       |

## Bekende (ex-)leden
- Ernest Adam[1]
- Rodolphe Bernard
- Léon Denis

- Pierre Lalemand
- Hubert Lapaille

- Ernest Martel[2]
- Jules Taminaux[3]